# Juan José Oroz
Juan José Oroz Ugalde (ur. 11 lipca 1980 w Pampelunie) – hiszpański kolarz szosowy baskijskiej drużyny Euskaltel-Euskadi. W zawodowym peletonie ściga się od 2006 roku.
Jak do tej pory nie osiągnął większych sukcesów jako zawodowiec. W 2007 roku był bliski wygrania etapu Vuelta a Asturias i Les 3 Jours de Vaucluse. W obydwu przypadkach był drugi przegrywając odpowiednio z Hiszpanem Rodrigo Garcia Reną oraz Rosjaninem Yurim Trofimovem. Był również 14 w Vuelta a la Rioja. Rok później wystartował w Tour de France i dojechał do mety w Paryżu. Zajął 103. miejsce w klasyfikacji generalnej. Błysnął w Tirreno-Adriatico. W klasyfikacji górskiej zajął 2. miejsce przegrywając zaledwie o punkt z Francuzem Lloydem Mandorym.

## Najważniejsze zwycięstwa i sukcesy
- 2007 – 14. w klasyfikacji generalnej Vuelta a la Rioja
- 2008 – 2. w klasyfikacji górskiej Tirreno-Adriatico; 103. w klasyfikacji generalnej Tour de France